# Taguaza
Taguaza is een geslacht van hooiwagens uit de familie Zalmoxioidae.
De wetenschappelijke naam Taguaza is voor het eerst geldig gepubliceerd door González-Sponga in 1998. 

## Soorten
Taguaza is monotypisch en omvat slechts de volgende soort:
- Taguaza eliptica